# Darius Vâlcov
Darius Bogdan Vâlcov (ur. 25 marca 1977 w Slatinie) – rumuński polityk, ekonomista i samorządowiec, senator, minister delegowany ds. budżetu (2014), minister finansów publicznych (2014–2015).

## Życiorys
W 1995 ukończył szkołę średnią w rodzinnej miejscowości, a w 1999 studia ekonomiczne na Akademii Studiów Ekonomicznych w Bukareszcie. W 2004 został absolwentem prawa na Universitatea Spiru Haret. Doktoryzował się w 2008 w zakresie ekonomii, w późniejszych latach zarzucono mu popełnienie plagiatu w pracy doktorskiej. Przez kilka lat pracował na menedżerskim stanowisku w sektorze bankowym.
Od 2000 był członkiem Partii Demokratycznej, przekształconej następnie w Partię Demokratyczno-Liberalną. Kierował jej strukturami w okręgu Aluta. W latach 2004–2012 sprawował urząd burmistrza Slatiny. W 2012 przeszedł do Partii Socjaldemokratycznej, z jej ramienia uzyskał w tymże roku mandat senatora. W Senacie zasiadał do maja 2015.
W sierpniu 2014 w trzecim rządzie Victora Ponty objął stanowisko ministra delegowanego ds. budżetu. W grudniu tegoż roku w jego czwartym gabinecie powołany na ministra finansów publicznych. Zrezygnował z tej funkcji w marcu 2015 w związku z wszczęciem przeciwko niemu przez funkcjonariuszy służby antykorupcyjnej DNA postępowania karnego. Pozostał aktywnym działaczem socjaldemokratów, będąc bliskim współpracownikiem Liviu Dragnei. W styczniu 2018 powołany na doradcę premier Vioriki Dăncili, funkcję tę pełnił do czerwca 2019.
W lutym 2018 został nieprawomocnie skazany na 8 lat pozbawienia wolności za płatną protekcję, pranie brudnych pieniędzy i nadużycia finansowe (przestępstw tych miał się dopuścić w okresie kierowania administracją miejską w Slatinie). W lipcu 2020 w innym postępowaniu nieprawomocnie skazano go na 6 lat i 6 miesięcy pozbawienia wolności za łapownictwo (również z okresu pełnienia funkcji burmistrza).